# Beattie Podulsky
Beattie Podulsky, född 18 augusti 2005, är en kanadensisk rodelåkare.

## Karriär
Vid VM 2025 i Whistler tog Podulsky brons tillsammans med Embyr-Lee Susko, Devin Wardrope, Cole Zajanski, Theo Downey och Kailey Allan i lagstafetten.